# Yuezhi
De Yuezhi waren een Indo-Europees nomadenvolk uit Centraal-Azië dat bekend is uit Chinese historische bronnen.
De vestiging van de Yuezhi in Bactrië, de stichting van het Kushanarijk, en zelfs de eerste Kushana-keizers worden in de Chinese bronnen beschreven, maar daarin worden ze 'Yuezhi' of 'Zhi' genoemd. De oudste vermelding van de naam Yuezhi (ook varianten als 'Niuzhi' of 'Wuzhi' komen voor) in Chinese bronnen is in 645 v.Chr. door Guan Zhong, die ze noemt in de context van de handel in jade. Onderzoek van de jade uit het graf van prins Fuhao van de Shangdynastie wees uit dat dit allemaal uit de omgeving van Khotan in het Tarimbekken afkomstig was. De Yuezhi verhandelden daarnaast paarden aan de Chinezen, in ruil voor zijde.
Sima Qian meldt dat de Yuezhi in het gebied tussen Dunhuang en Qilian woonden. Dunhuang is een variatie op de naam Tuhara. Dunhuang kan niet het huidige Dunhuang in Gansu zijn, omdat dit op dat moment nog niet bestond.
Lin plaatst de oorspronkelijke woonplaats van de Yuezhi niet in de woestijn langs de Zijderoute, maar in de steppes ten noorden van de Tianshan, in de buurt van de Dunhong Shan. Lin meent bovendien dat Qilian op de Tianshan slaat.
Sima Quan noemt een leider Lou van de Wuzhi, die een fortuin vergaarde in de paarden-voor-zijdehandel met Qin-China. De keizer (Qin Shihuangdi, de eerste keizer) gaf deze Lou een hoge status: Lou had net als ministers recht op audiënties met de keizer.
De Yuezhi migreerden in de 1e eeuw v.Chr. naar het westen als gevolg van een conflict met de Xiongnu. Keizer Wudi van de Han-dynastie stuurde Zhang Qian als afgezant naar de Yuezhi om met hen een bondgenootschap te sluiten tegen de Xiongnu. De Yuezhi hadden hier echter geen interesse meer in. Zhang Qian vond de Yuezhi pas in 129 v.Chr. terug, na 11 jaar omzwervingen. Hij meldt dat de Yuezhi zich in een gebied met de naam Daxia gevestigd hadden, waarschijnlijk het Hellenistische Bactria. Ze heersten over dit gebied vanuit een stad aan de Oxus. De stad Ai-Khanoum aan de Oxus werd rond 145 v.Chr. veroverd. Lyonnet oppert dat de veroveraars de Yuezhi (Tocharen) waren, gebaseerd op archeologisch bewijs in het gebied. Met Zhang Qians reisverslag in gedachten lijkt het waarschijnlijker dat de Yuezhi rond 130 v.Chr. hun eerdere woonplaats langs de Ily en Chu verlieten. Ai-Khanoum kan door verwante groepen of stammen zijn veroverd, die eerder westwaarts trokken.
De Yuezhi bleven in contact staan met China. Dit contact kan hun latere rol als handelaren langs de Zijderoute verklaren.
Immigranten, handelaren en priesters van de Yuezhi die zich in China (of het westelijke buitengebied) vestigden droegen de achternaam Zhi. Zelfs in de 3e eeuw n.Chr. werden nog paspoorten met deze achternaam door de Chinese autoriteiten aan Tocharen of Kushana's uitgegeven.
In Bactrië werden de Yuezhi heersers over groepen die een lange traditie van sedentaire landbouw en literatuur hadden. Hun nieuwe onderdanen waren een mengeling van sprekers van Grieks, Scythische of Saka-dialecten, en inheemse talen, van voor de Griekse invasie onder Alexander. Om deze groepen te kunnen besturen dienden ze hun levensstijl en taal sterk aan te passen.
Hoewel de belangrijkste stammen van de Yuezhi zich in Bactrië vestigden, bleven andere leden van de groep achter. Degenen die in hun oorspronkelijke thuisland achterbleven noemden zichzelf kleine Yuezhi.
Nadat ze zich in Bactrië vestigden, handelden de Yuezhi waarschijnlijk niet langer meer voornamelijk in paarden. Allerlei nieuwe handelswaren waren nu beschikbaar en stelden de Yuezhi in staat zich binnen korte tijd te verrijken.

## Geschiedenis
Vaak worden de Yuezhi geïdentificeerd met de Tocharen (Τοχάριοι), die staan vermeld in Griekse historische bronnen. Volgens anderen zou de vorm Yuezhi een verkeerde lezing van het oud-Chinese schrift zijn, en eigenlijk als Ruzhi uitgesproken moeten worden. Dit zou de Chinese transcriptie van de in Tochaarse documenten vermelde Arshi zijn.

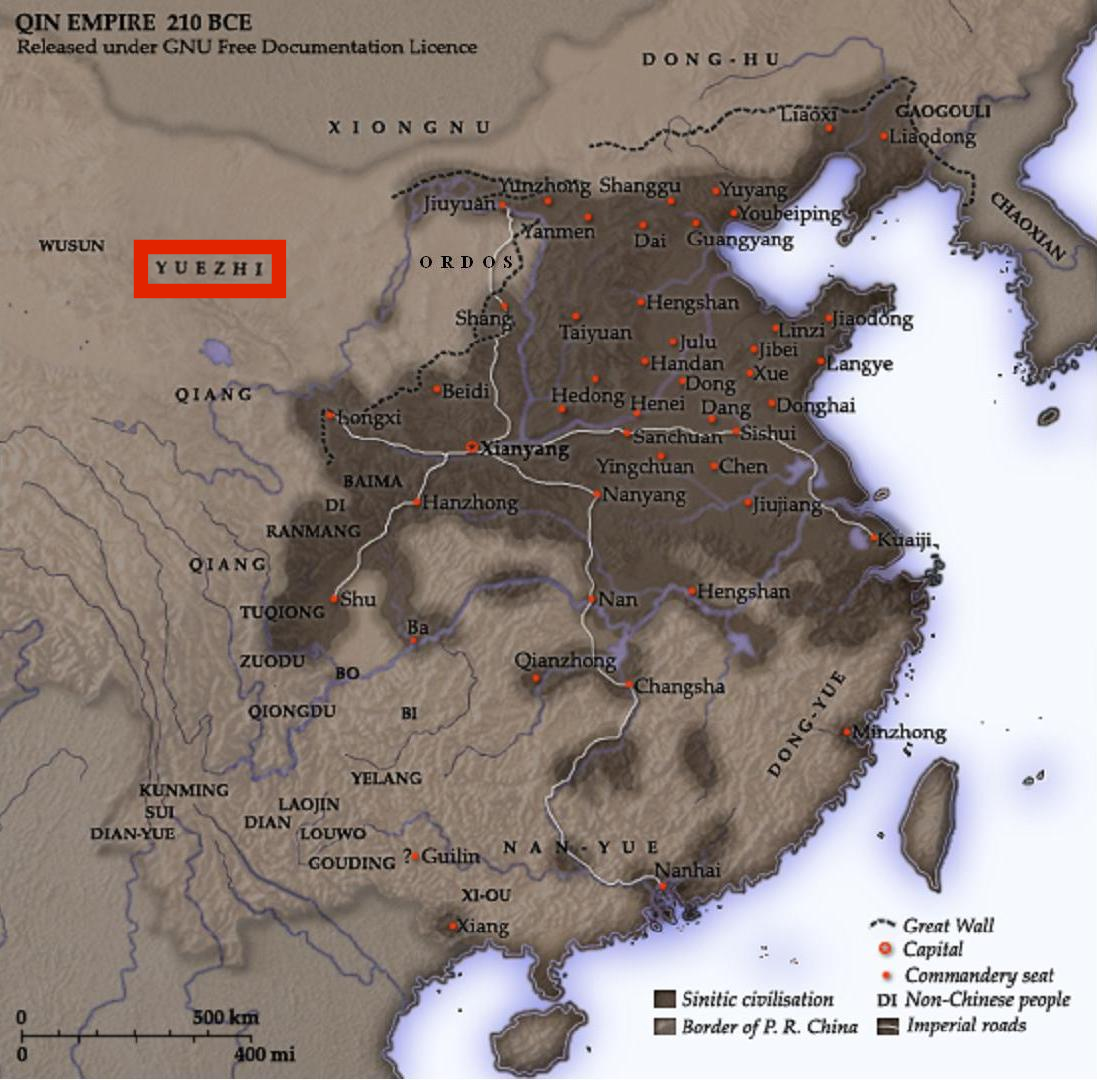
De Yuezhi leefden ca. 210 v.Chr. ten noordwesten van het Chinese Qin Rijk.

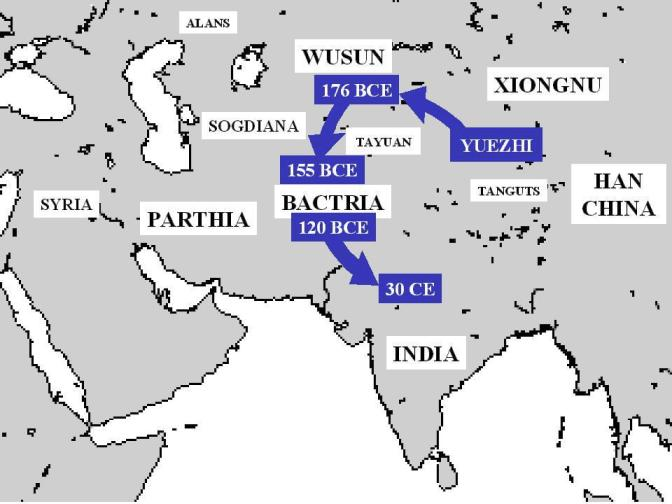
De trek van de Yuezhi door Centraal-Azië,
tussen 176 v.Chr. en 30 na Chr.
N.B.: De Wusun woonden oorspronkelijk verder naar het oosten

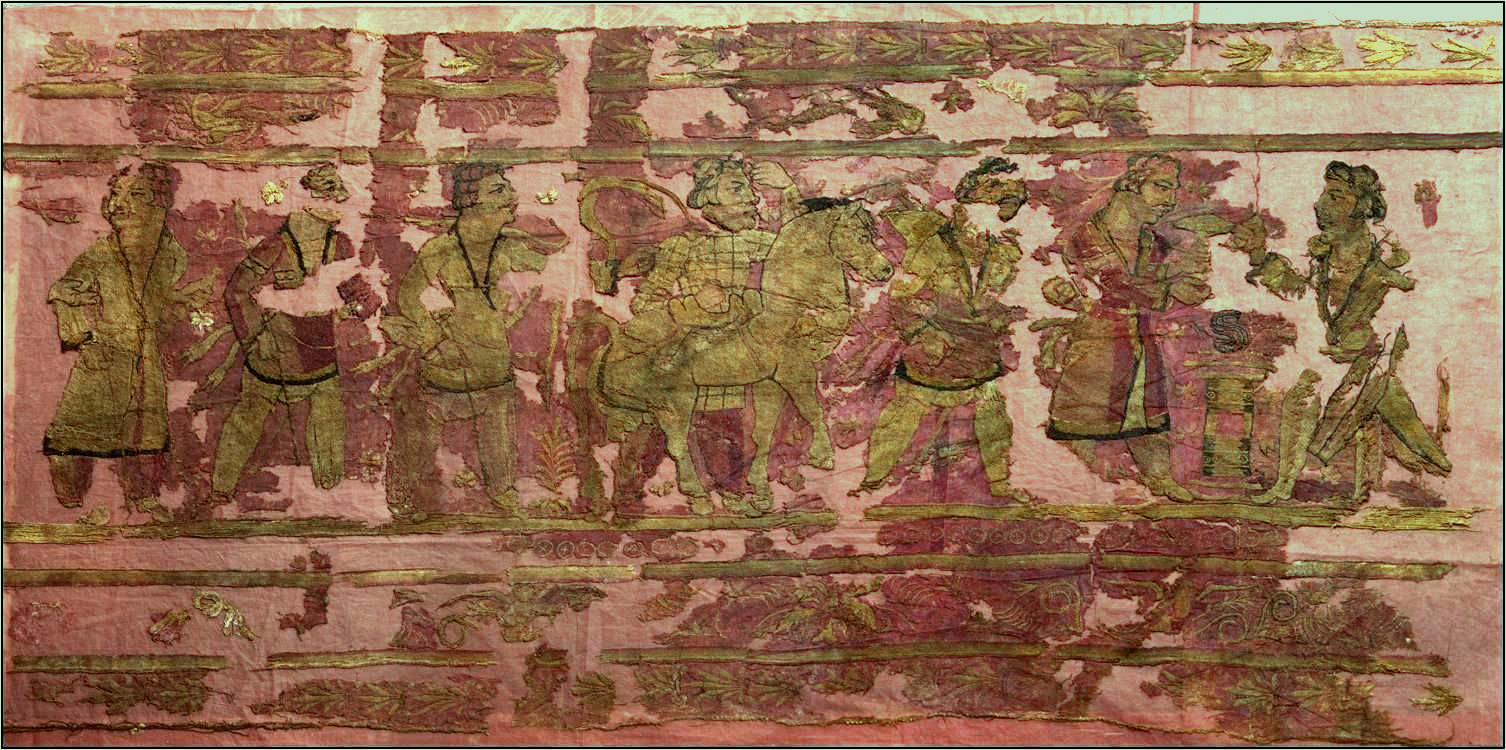
Mannen in Iraanse kleding op een van de tapijten van de Noin-Ula begraafplaats van de Xiongnu stellen mogelijk Yuezhi voor, 1e eeuw v.Chr - 1e eeuw n.Chr.

De belangrijkste Chinese historische bronnen vormen de Shiji en de Hanshu, de officiële kronieken van de Han-dynastie.
Volgens deze bronnen waren de Yuezhi afkomstig uit het westelijk deel van de huidige Chinese provincie Gansu. Ze waren eind 3e eeuw v.Chr. in een langdurige strijd met de Xiongnu verwikkeld. Na een vernietigende nederlaag, waarbij de schedel van de Yuezhi heerser eindigde als drinkbeker van de Xiongnu heerser Mao Dun, vluchtten de (grotere groep) Yuezhi naar het westen, in het stamgebied van de Wusun, die zij op hun beurt versloegen. De Wusun sloten een bondgenootschap met de Xiongnu en dreven de Yuezhi verder naar het westen, in de Ili-vallei. De daar woonachtige Saken (Sai, 塞) werden door hen verdreven. De 'Kleinere' Yuezhi bleven in de vroege 2e eeuw v. Chr. achter in de bergen van het Tarimbekken.
Vervolgens trokken de Yuezhi naar het zuiden, vestigden zich ten noorden van de rivier Amu Darja en oefenden de heerschappij uit over Bactrië (Daxia, 大夏). Daar vestigden zij vijf staten (yabgu). Een van die vijf, de Kushanen, werd oppermachtig.
Meest wordt aangenomen dat ook de overige vier stamhoofden tot de Yuezhi behoorden. Het kan echter ook gaan om inheemse stamhoofden uit Bactrië die onderworpen waren door de Yuezhi.
Beide volkeren worden in de Hanshu met verschillende Chinese karakters weergegeven, Yuezhi als 月氏 en Kushan als 貴霜 (Guishuang).
Rond het jaar 75 werd Gandhara het centrum van het Kushanrijk. Met name vanuit Gandhara introduceerden handelaren en missionarissen het boeddhisme in China en het Tarimbekken. In het Tarimbekken getuigen daar onder meer vondsten van grieks-boeddhistische kunst van. De bekendste boeddhistische missionaris uit de tweede helft van de tweede eeuw was Lokaksema, die in de bronnen geïdentificeerd wordt als Yuezhi. Ook een aantal leerlingen van hem kunnen als Yuezhi geïdentificeerd worden. Lokaksema was verantwoordelijk voor de eerste vertaling in het Chinees van een aantal soetras, zoals de Avatamsakasoetra en de Pratyutpanna Samādhi Sūtra. De vertaling van de laatste soetra wordt wel gezien als de aanvang van het Zuiver Land-boeddhisme in China.
De laatste melding over de Yuezhi in Chinese bronnen dateert van het jaar 229. De Kroniek van de Drie Rijken vermeldt dat in dat jaar de koning Vasudeva van het Kushanrijk een tribuutdelegatie zond naar de keizer Cao Rui van de Wei-dynastie. Vasudeva werd de titel verleend van Koning van de Da Yuezhi, Vertrouweling van de Wei.

### Yuezhi en jade
In de Guanzi worden de Yuzhi vermeld. Zij waren bekend vanwege de productie van en handel in jade, een door de Chinezen zeer begeerd product. Volgens Griekse bronnen uit de 1e eeuw na Chr. werd er jade geproduceerd in het Kunlun gebergte in het zuidelijk deel van het Tarimbekken. De Grieken noemden dit gebied Casia.
De oude uitspraak van Yuezhi zou gebaseerd zijn op zguzja, dat erg veel lijkt op gutscha, het woord waarmee rond het huidige Khotan jade wordt aangeduid. Het is dus mogelijk dat Yuzhi, Yuezhi en Casia hetzelfde begrip weergaven, namelijk de jade die door de Yuezhi werd geproduceerd of verhandeld.

## Yuezhi en Tocharen
Een identificatie van de Yuezhi met de Tocharen is gebaseerd op een combinatie van de volgende historische bronnen:
- Volgens de Shiji werd Daxia veroverd door de Yuezhi.
- Volgens Strabo werd het koninkrijk Bactrië verwoest door een invasie van vier volkeren: de Asioi, de Pasianoi, de Tocharoi en de Sakarauloi (Saken). Zij kwamen allen van de overkant van de Syr Darja (Jaxartes). In dat geval zijn de Yuezhi een van de vier door Strabo genoemde volkeren.
- Claudius Ptolemaeus noemde het westelijk deel van Gansu Thogara. Omdat de Yuezhi uit dat gebied afkomstig waren kunnen de Tochari gelijk zijn aan de Yuezhi.
- Volgens Pompeius Trogus waren de Asiani de heersers over de Tochari en vernietigden zij de Sacaraucae. Asioi, Asiani en Pasianoi kunnen benamingen voor hetzelfde volk zijn geweest. Volgens sommigen zouden ze gelijk zijn aan de Issedonen van Herodotus en de Wusun uit de Chinese bronnen.

Daxia is mogelijk een transcriptie van Tocharië, het gebied in Bactrië waar het Grieks-Bactrisch koninkrijk had gelegen. In dat geval beschreef Sima Qian daadwerkelijk de verovering van dat koninkrijk door de Yuezhi.

### Kritiek op de theorie dat Daxia een transcriptie is van Tocharië
Volgens Sima Qian werd Daxia niet door één koning bestuurd, maar was het land verdeeld in vele kleine staten en steden. Hun legers waren zwak en men hield niet van oorlog voeren. Volgens de Japanse wetenschapper Kazuo Enoki kon dit geen beschrijving zijn geweest van het centraal bestuurde en militair machtige Griekse koninkrijk Bactrië. Sima Qian had wel de verovering van het gebied Tochara beschreven, maar niet de verovering van het Griekse koninkrijk. Dat zou al vernietigd zijn voordat de Yuezhi dat land in bezit namen. Die vernietiging was veroorzaakt door de vier door Strabo genoemde stammen, mogelijk rond 141 v.Chr. Dat was volgens Enoki het jaar waarin Heliocles, de laatste Griekse koning in Bactrië, stierf. De invasie door de Yuezhi zou dan tussen 136 en 128 v.Chr. hebben plaatsgevonden. Het is echter niet bekend wanneer Heliocles exact stierf (vermoedelijk tussen 141 en 130 v.Chr.), zodat, ondanks de kritiek van Enoki, de identificatie Yuezhi-Tocharen door de meeste wetenschappers toch wordt geaccepteerd.

## Yuezhi en Scythen
Volgens de Tsjechische sinoloog Haloun was Yuezhi slechts de Chinese benaming van de Scythen. De uitspraak van Yuezhi in archaïsch Chinees luidde zngi-wǎt-t'ia, dat weer was gebaseerd op zguzja, een mogelijke transcriptie van Scythen. Ook volgens Enoki waren de Yuezhi Scythen. Hij baseert zich hierbij op Herodotus die bericht over Skythen die zich van de Koninklijke Scythen hebben afgesplitst, toen laatstgenoemden vanuit het oosten de Russische steppen gingen bezetten. Enoki ziet in die afgesplitste Skythen de voorgangers van de Yuezhi.